# Tomasz Janiszewski

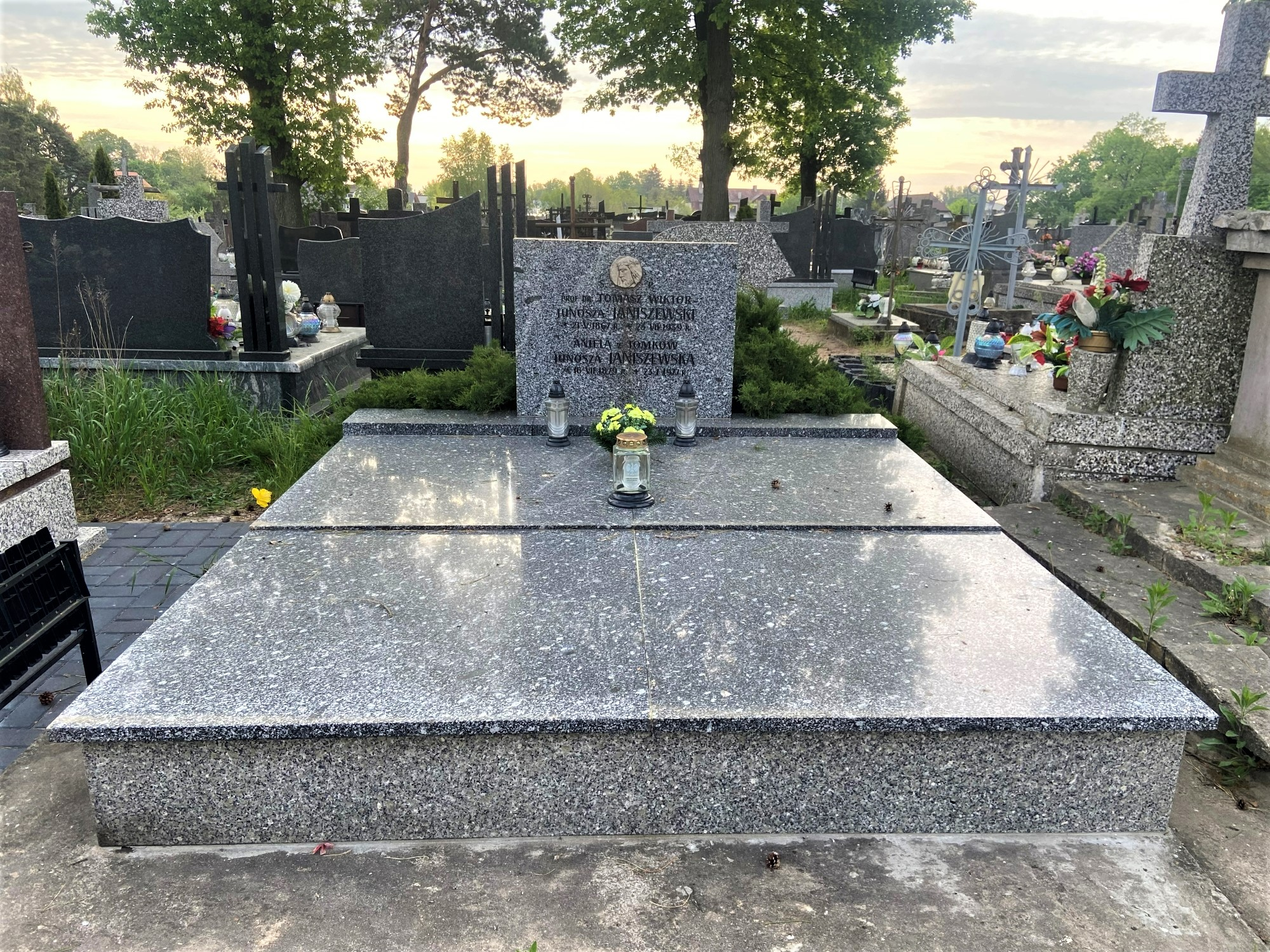
Grób Tomasza Janiszewskiego

Tomasz Wiktor Janiszewski (ur. 21 maja 1867 w Warszawie, zm. 23 lipca 1939 w Broku) – polski lekarz, docent higieny społecznej Uniwersytetu Jagiellońskiego, profesor zwyczajny Uniwersytetu Warszawskiego. Od 16 stycznia 1919 do 9 grudnia 1919 był ministrem zdrowia publicznego w rządzie Ignacego Jana Paderewskiego. Naczelny lekarz miejski w Krakowie, zwolennik eugeniki.

## Życiorys

### Młodość
Był synem Tomasza i Marii z Rostafińskich.Uczęszczał do IV Rządowego Gimnazjum Filologicznego w Warszawie. Następnie w 1886 r. rozpoczął studia na Wydziale Lekarskim Cesarskiego Uniwersytetu Warszawskiego. Po trzech latach przeniósł się na Uniwersytet Moskiewski, a po roku studiów został aresztowany, gdyż w czasie rewizji znaleziono w jego mieszkaniu nielegalne broszury i osadzony w więzieniu na Butyrkach. Po kilku tygodniach zwolniony, pozbawiony jednak został prawa studiowania w jakimkolwiek uniwersytecie w Rosji.
W 1890 r. wyjechał do Szwajcarii i tam studiował w Bernie, Fryburgu, Zurychu i Wiedniu. W Bernie specjalizował się w chemii fizjologicznej. W 1892 wyjechał na pół roku do Fryburgu, aby kształcić się w bakteriologii. Tam wykonał pod kierunkiem Maxa Schotteliusa swoją pierwszą pracę naukową „Uebertragung des Typhus auf den Fötus”, wydrukowaną w 1893 w „Münchener Medicinische Wochenschrift”. Z Fryburga przeniósł się do Zurychu, gdzie jeszcze jako student otrzymał w 1892 rządową posadę chemika w szpitalu kantonalnym i asystenta chemika w uniwersyteckiej klinice chorób wewnętrznych. Po pół roku wyjechał na studia do Francji, Anglii, Irlandii i Austrii. W Wiedniu specjalizował się w anatomii i embriologii.

### Działalność zawodowa
W 1894 przybył do Krakowa, został asystentem w Zakładzie Anatomii Patologicznej Uniwersytetu Jagiellońskiego, a w 1896 otrzymał w Uniwersytecie Jagiellońskim dyplom doktora wszech nauk lekarskich. Podczas pobytu w Krakowie ściśle współpracował z prof. Odem Bujwidem, kierownikiem Katedry Higieny i Bakteriologii UJ.
Dwa lata później przeniósł się ze względu na zły stan zdrowia do Zakopanego, gdzie objął stanowisko lekarza klimatycznego i gminnego oraz był specjalistą chorób płuc. Na tym stanowisku energicznie współdziałał przy planowaniu i wykonywaniu urządzeń kanalizacyjnych i wodociągowych projektowanych jego kosztem przez inżynierów z Wiednia. Zorganizował w Zakopanem służbę dezynfekcyjną, opracował przepisy dotyczące zwalczania gruźlicy w uzdrowiskach. Przedmiotem jego starań było zbudowanie szpitala w Zakopanem. Przy wsparciu Władysława Zamoyskiego, który od 1889 r. był właścicielem części gruntów Zakopanego i sporej części Tatr, projektował zbudowanie dużego szpitala dla ludności powiększającej się miejscowości. Ostatecznie udało się utworzyć placówkę jedynie dla 12 pacjentów. Janiszewski kierował nią w latach 1899-1904. Podczas pracy w Zakopanem stykał się z problemem gruźlicy. Opracował przepisy sanitarne dotyczące zapobiegania i zwalczania tej choroby w uzdrowisku. Z jego inicjatywy powstało w Polskie Towarzystwo Przeciwgruźlicze oraz  Sekcja Zakopiańska Towarzystwa Lekarzy Galicyjskich.
Był współzałożycielem i przeważnie finansował czasopismo „Przegląd Zakopiański”.
W Zakopanem poznał Stefana Żeromskiego, który – według Jana Majdy – uczynił go prototypem głównego bohatera powieści Ludzie bezdomni – Tomasza Judyma.
Działalność Janiszewskiego zwalczała część górali, członków rady gminnej, wójt Zakopanego Andrzej Chramiec, a także miejscowa inteligencja. W jego obronie stanął wówczas Stanisław Witkiewicz w broszurze pt. Bagno.
W 1908 przeniósł się do Lwowa i założył na jego terenie pierwszą poradnię przeciwgruźliczą i jedną z pierwszych na ziemiach polskich. Po roku w  kwietniu 1909 został mianowany naczelnym lekarzem miejskim w Krakowie. W ciągu 17 lat swego urzędowania zreorganizował sprawnie funkcjonujący miejski urząd zdrowia, powiększył liczbę lekarzy miejskich, opracował ogólne przepisy zwalczania chorób zakaźnych, założył miejską pracownię bakteriologiczną, udoskonalił prowadzenie statystyki lekarskiej, powołał służbę dezynfekcyjną i dezynsekcyjną, we współpracy z Fundacją Rockefellera rozwinął poradnię przeciwgruźliczą oraz poradnię dla noworodków i osesków oraz kobiet ciężarnych, przywrócił i rozszerzył akcję dożywiania dzieci, uruchomił łaźnie miejskie oraz zorganizował pierwsze w Polsce ambulatorium dentystyczne dla dzieci szkół powszechnych. Urządził zakład dezynfekcyjny i dezynsekcyjny. W międzyczasie habilitował się z zakresu higieny społecznej (1909). Z jego inicjatywy w 1913 r. powstały w Krakowie nowe zakłady sanitarne na Prądniku Białym, m.in. barakowe sanatorium dla chorych gruźliczych na 120 łóżek. Zorganizował ogrody robotnicze, których powstanie wynikało z koncepcji tzw. Ogrodów Jordanowskich i opieką nad ciężko pracującymi fizycznie mieszkańcami Krakowa. W czasie pierwszej wojny światowej służyły jako półkolonie letnie dla dzieci. Założył też w 1909 r. Krakowskie Towarzystwo Przeciwgruźlicze i był dwukrotnie prezesem Krakowskiego Towarzystwa Lekarskiego. W 1915 został mianowany docentem higieny społecznej w UJ. W tym samym roku był wiceprezesem Krakowskiego Towarzystwa Ratunkowego.Był założycielem Towarzystwa Higienicznego w Krakowie. 

### Działalność niepodległościowa
W 1912 r. został zastępcą prof. Bolesława Wicherkiewicza w organizacji Samarytanin Polski, która skupiała patriotycznie nastawionych przedstawicieli zawodów medycznych wspierających ideę czerwonokrzyską i w razie wojny miała nieść pomoc poszkodowanym. Oprócz tego prowadziła liczne kursy pierwszej pomocy, w tym dla członków organizacji niepodległościowych. Tego samego roku na zjeździe przedstawicieli organizacji niepodległościowych w Zakopanem powstał Polski Skarbu Wojskowego, który miał finansowo wspierać działalność polskich organizacji paramilitarnych w Galicji. Gdy wybuchła I wojna światowa, to 5 sierpnia 1914 r. PSW wydał odezwę do społeczeństwa polskiego, wzywając do wsparcia materialnego idących do boju oddziałów strzeleckich. Trzy dni później utworzono Komitet Obywatelski, w skład którego dołączył naczelny lekarz Krakowa Janiszewski. Natomiast 16 sierpnia utworzono Naczelny Komitet Narodowy, w którego skład weszły wszystkie działające wcześniej w Galicji organizacje niepodległościowe, w tym również PSW, NKN powołał dwie sekcje (wschodnią we Lwowie i zachodnią w Krakowie). Miały one na swoim terenie kierować organizacją dwóch Legionów Polskich - Wschodniego i Zachodniego. Po rozwiązaniu sekcji wschodniej wszystkie prace prowadzono w Krakowie. W ramach Departamentu Wojskowego NKN utworzono Oddział Sanitarny. Na jego czele stanął  prof. Wicherkiewicz, a wiceprezesem został Janiszewski. Kierował on jednocześnie sekcją zdrowotności, gdzie opracowano przepisy i instrukcje regulujące działania pododdziałów i instytucji Legionów Polskich odpowiedzialnych za opiekę medyczną. 

### II Rzeczpospolita
W  styczniu 1919 r. upadł rząd Jędrzeja Moraczewskiego. Nowy gabinet stworzył Ignacy Jan Paderewski. Janiszewski z ramienia PSL „Piast” został mianowany ministrem zdrowia publicznego. Podczas swojej kadencji skupiał się na zagadnieniach organizacji służby zdrowia oraz przeciwdziałaniu epidemiom. Ujednolicił programy studiów medycznych. Wprowadził kluczowe dla zdrowia publicznego ustawy dotyczące organizacji i działania opieki medycznej, takie jak ustawa sanitarną oraz ustawa o przymusowym szczepieniu przeciwko ospie, uchwalone 17 lipca 1919 r. Natomiast 25 lipca uchwalono ustawę o zwalczaniu chorób zakaźnych. Nowe przepisy poskutkowały ograniczeniem liczby zachorowań na choroby zakaźne. Janiszewski założył kilka państwowych zakładów badawczych na zakupionym z jego inicjatywy gruncie w Warszawie przy ulicy Chocimskiej. Były to zakłady: epidemiologiczny, farmaceutyczny, badania wody, wyrobu surowic i szczepionek, badania środków spożywczych. Później, po dobudowaniu Szkoły Higieny, zakłady te otrzymały wspólną nazwę Państwowego Zakładu Higieny. Zorganizował masowe dożywianie dzieci w Polsce, a akcja ta objęła 1 300 000 młodzieży. Odgrywał kluczową rolę w propagowaniu działań i metod eugenicznych, a także badał zagadnienia ludnościowe. Oceniał, że zadania administracji sanitarnej z obszaru policyjno-sanitarnego przechodziły na teren higieny społecznej, higieny ras i polityki ludnościowej. Domagał się również prowadzenia na szeroką skalę polityki populacyjnej i przeciwstawiał się podejmowaniu działań, które mogły mieć skutki dysgeniczne. 
Urząd ministra przestał pełnić 9 grudnia 1919 r., chodź do 13.12 pełnił obowiązki szefa resortu.
Po zakończeniu pracy w ministerstwie powrócił na stanowisko naczelnego lekarza miejskiego w Krakowie i docenta higieny społecznej. Kontynuował prace nad podniesieniem poziomu stanu sanitarnego miasta i zdrowia mieszkańców. Współpracował z uczelniami krakowskimi. W 1921 r. był jednym z pierwszych profesorów i należał do Komitetu Organizacyjnego Akademii Górniczo-Hutniczej w Krakowie. Prowadził wykłady z higieny i pierwszej pomocy lekarskiej. Zorganizował system pomocy lekarskiej dla studentów, ponieważ w tym czasie nie byli objęci systemem ubezpieczeń zdrowotnych. Wielu z nich cierpiało na choroby przewlekłe, a nawet epidemiczne, w związku z tym Janiszewski wprowadził na AG wstępne badania lekarskie dla kandydatów na studia. Wykładał również higienę szkolną w Studium Pedagogicznym UJ oraz w Wyższym Studium Handlowym. W 1925 r. z jego inicjatywy doszło do utworzenia Polskiego Związku Przeciwgruźliczego. W1925 r. Janiszewski zakończył pracę na stanowisku naczelnego lekarza Krakowa. W 1930 r. został mianowany profesorem zwyczajnym i objął Katedrę Higieny na Uniwersytecie Warszawskim, a w 1933 r. wszedł w skład Najwyższej Rady Zdrowia jako reprezentant Wydziału Lekarskiego UW. Po podjęciu pracy na uniwersytecie zakupił posiadłość w Broku nad Bugiem przy ul. Brzostowej i tam przeniósł dom rodzinny.

W wyborach samorządowych z maja 1939 uzyskał mandat radnego Rady Miasta Lwowa startując z Listy Katolicko-Narodowej.

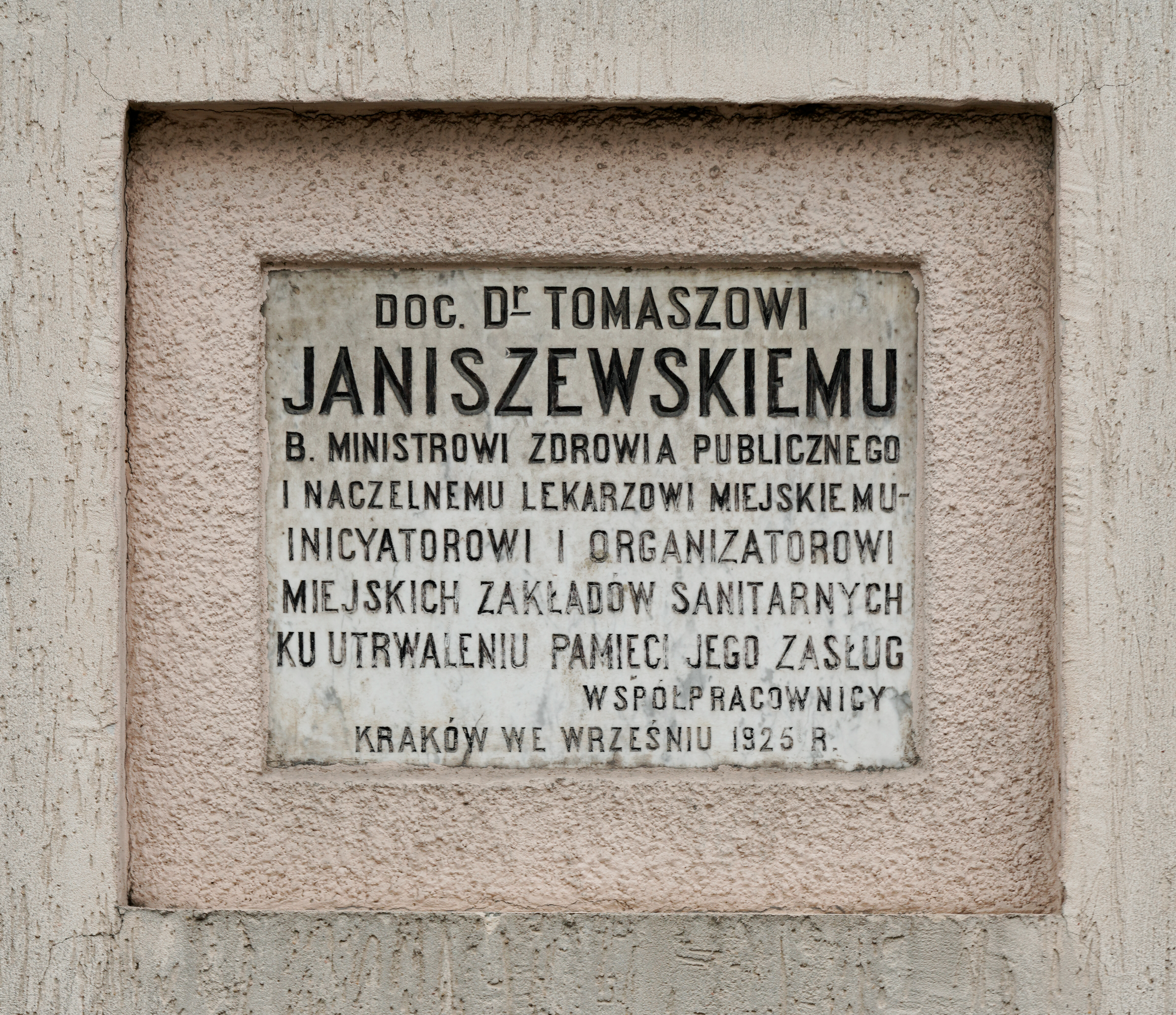
Kraków ul. Prądnicka 80. Szpital pawilon M VIII, tablica pamiątkowa z 1925 roku.

Zmarł w Broku i został pochowany na tamtejszym cmentarzu.

## Życie prywatne
Żoną Janiszewskiego była Aniela z domu Tumek. Mieli ośmioro dzieci.

## Wybrane publikacje
Ogłosił drukiem przeszło sto publikacji naukowych, m.in.:
- Miejskie ogrody dzielnicowe (1914),
- Polskie Ministerstwo Zdrowia Publicznego (Zadania, zasady organizacji i zakres działania zarządu spraw zdrowotnych w Państwie Polskiem) (1917),
- Zwalczanie tyfusu plamistego i masowe oczyszczanie ludności (1919),
- Do czego dążyć powinien ruch ludowy (1923),
- Sprawy zdrowia publicznego wobec reformy administracji (1926),
- Społeczna walka z gruźlicą za granicą i w Polsce (1927),
- Zarys higieny szkolnej dla lekarzy, nauczycieli i studentów (1930),
- Wojna obronna ze stanowiska eugeniki (1932),
- Polska idea państwowa a polityka populacyjna (1933),
- Obalenie legendy o rzekomej oszczędności, uzyskanej jakoby wskutek zniesienia Ministerstwa Zdrowia Publicznego (1935),
- Sprawozdanie z międzynarodowego zjazdu dla naukowego badania zagadnień ludnościowych, odbytego w Berlinie w czasie od 26 VIII do 1 IX.1935 (1935),
- O potrzebie reaktywowania Ministerstwa Zdrowia Publicznego ze względu na konieczną oszczędność i na obronę państwa (1936).

## Ordery i odznaczenia
- Krzyż Komandorski Orderu Odrodzenia Polski (11 listopada 1936)[9]
- Odznaka Honorowa Czerwonego Krzyża II stopnia (1915)[10]

## Upamiętnienie
- Jest patronem ulicy w Krakowie w Dzielnicy XVI Bieńczyce, w osiedlu Józefa Strusia[11]
- Na jednym z pawilonów Krakowskiego Szpitala Specjalistycznego im. Jana Pawła II przy ul. Prądnickiej 80 znajduje się tablica upamiętniająca lekarza.